# 张苏

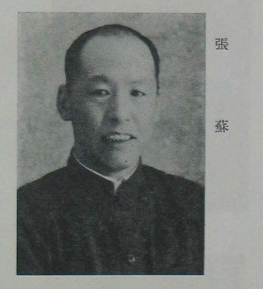
張蘇近照

张苏（1901年10月—1988年7月22日），原名张若增，曾用名张伯高、张更生，号希贤，男，直隶蔚县人，中国共产党及中华人民共和国政治人物。

## 生平
1923年，张苏考入北京师范大学。1927年1月，加入中国共产主义青年团。同年11月，转为中国共产党党员。1927年，在榆林、蔚县、张家口、温州、北京等地秘密从事革命活动。1931年，于张家口被逮捕。抗日战争期间，担任晋察冀边区行政委员会委员，冀察区行政公署主任等职。第二次国共内战期间，担任察哈尔省人民政府主席，北岳区行政公署主任。1948年，担任中国人民解放军张家口市军事管制委员会主任。
中华人民共和国成立后，担任察哈尔省人民政府主席，后担任中共中央华北局委员、华北行政委员会副主席。1954年后，历任中华人民共和国最高人民法院副院长、全国人大法案委员会主任委员、全国人大常委会副秘书长兼办公厅主任、全国人大常委会机关党组书记，最高人民检察院副检察长、党组副书记、检察委员会委员等职。1985年后，当选为中央顾问委员会委员。